# Ben Knapen

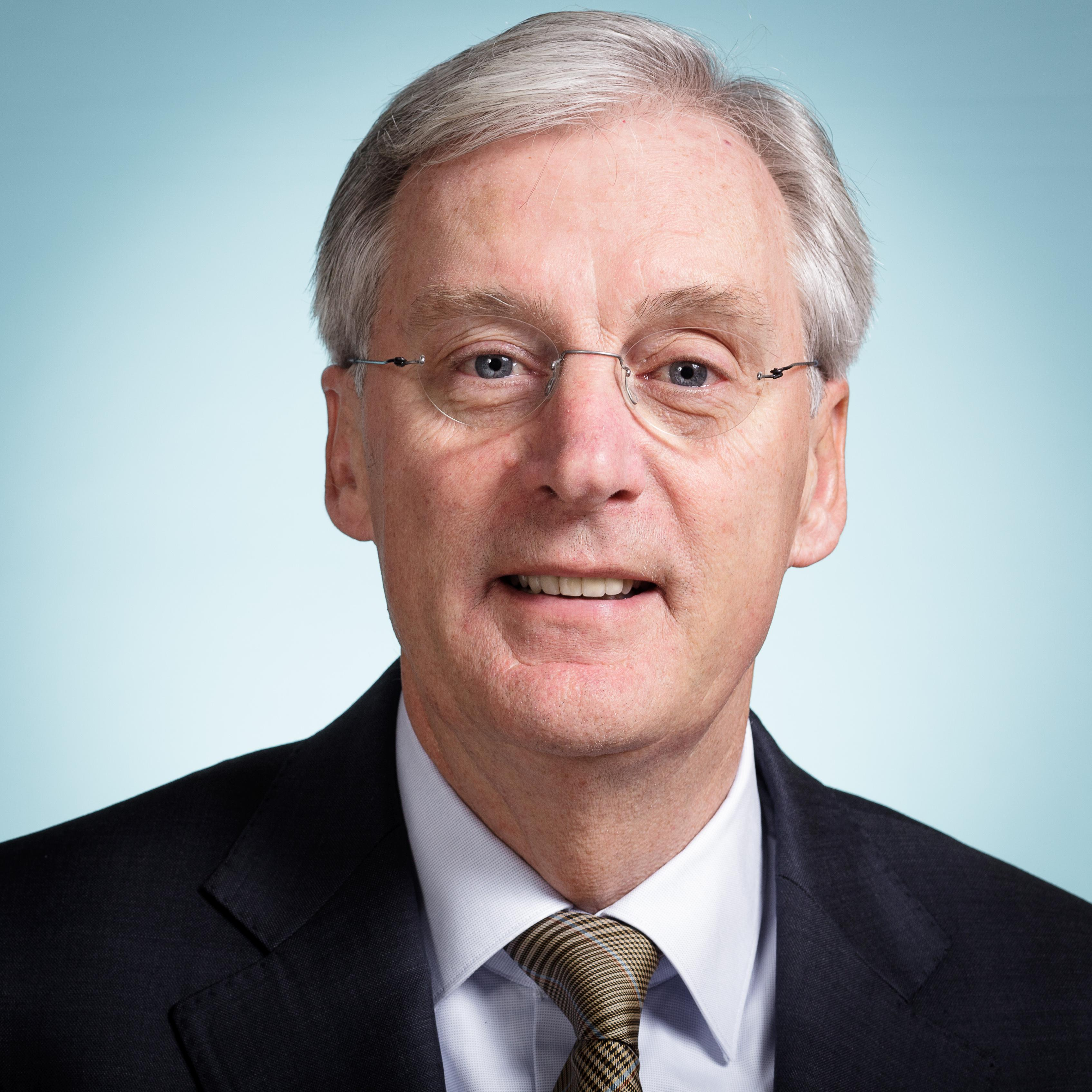
Ben Knapen (2012)

Hubertus Petrus Maria (Ben) Knapen (* 6. Januar 1951 in Kaatsheuvel) ist ein niederländischer Journalist, Historiker und Politiker. Er war von 1990 bis 1996 Chefredakteur der Tageszeitung NRC Handelsblad. Vom 14. Oktober 2010 bis dem 5. November 2012 war er für den Christen-Democratisch Appèl (CDA) Staatssekretär für Entwicklungszusammenarbeit und die Angelegenheiten der Europäischen Union im Kabinett Rutte I. Seit dem 9. Juni 2015 ist er Mitglied der Ersten Kammer der Generalstaaten. Vom 24. September 2021 bis zum 10. Januar 2022 war er Außenminister der Niederlande.

## Leben
Von Haus aus Historiker arbeitete Knapen ab Beginn der 1980er Jahre für das NOS-Journaal und das NRC Handelsblad als Korrespondent in Bonn und Washington. 1990 wurde er als Nachfolger von Wout Woltz Chefredakteur beim NRC Handelsblad, nachdem er bereits drei Jahre dessen Stellvertreter gewesen war. Unter Knapen ging im Juli 1995 das Blatt als erste der überregionalen Zeitungen der Niederlande online und erreichte zu diesem Zeitraum auch seinen Auflagenzenit.
1996 verließ Knapen das NRC Handelsblad und wurde Direktor Öffentlichkeitsarbeit bei Philips, sein Nachfolger wurde Folkert Jensma. Er wechselte jedoch bereits 1999 in die Konzernleitung von PCM Uitgevers, dem Herausgeber des NRC Handelsblad. Die folgenden Jahre verliefen ungünstig, so verloren die überregionalen Tageszeitungen des Konzerns erheblich an Auflage, des Weiteren wurden einige Internetprojekte wegen Erfolglosigkeit eingestellt. 2005 verließ Knapen die Konzernleitung und kehrte als Korrespondent in Jakarta für das NRC Handelsblad wieder zum Journalismus zurück. Ein Jahr zuvor war Knapen auch in die Stiftungsleitung der Universität Tilburg aufgenommen worden. Vom 1. Januar 2008 bis den 14. Oktober 2010 war er Mitglied des Wetenschappelijke Raad voor het Regeringsbeleid (WRR) und auch Hochschullehrer an der Radboud-Universität Nijmegen.
Knapen hat mehrere Bücher verfasst, in denen er seine journalistischen Felder (die Bundesrepublik Deutschland der frühen 1980er Jahre) und seine Herkunft als Historiker (Beziehungen der Niederlande zur Sowjetunion 1917–42) einfließen ließ.
Ben Knapen gehört der römisch-katholischen Kirche an.

## Schriften
- Het Duitse onbehagen. Een land op zoek naar identiteit, Bert Bakker, Amsterdam 1983
- De lange weg naar Moskou. De Nederlandse relatie tot de Sovjet-Unie, 1917-1942, Elsevier, Amsterdam 1985
- Nederland en omstreken, opstellen over desorientatie en democratie, Prometheus, Amsterdam 1995
- De man en zijn staat. Johan van Oldenbarnevelt 1547–1619, Bert Bakker, Amsterdam 2005